# アマド・ラティフ・カマルディン
アマド・ラティフ・カマルディン（Ahmad Latiff Khamarudin、1979年5月29日 - ）は、シンガポールの元サッカー選手。元シンガポール代表。ポジションはFWもしくはMF。

## 概要
攻撃的ミッドフィールダーあるいはストライカーとして卓越した能力を発揮した彼は、ファンディ・アマドと並べて称される事もあった。しかし、代表やクラブでの規律の乱れが重なると「悪童」と揶揄されるようになった。その他にも多数の綽名がつけられたが、その決定力やピッチ外での行動から「シンガポールサッカーの悪童」と呼ばれる事も多く、それ以外ではその金色に染めた髪の毛から「金髪の爆弾」とも呼ばれた。

## クラブ歴
1996年にシンガポール警察でサッカー選手になり、翌年ゲイラン・ユナイテッドFCに移籍した。この頃から彼のパフォーマンスはアジアの多くのサッカー監督の目に留まり、アジアサッカー有数の選手になるとの期待もされたが、それは実現する事が無かった。
1999年にはシンガポール・アームド・フォーシズFCに移籍し、翌年の同クラブのSリーグ制覇に貢献した。2000年には隣国インドネシアのプルシカボ・ボゴールに移籍し、その翌年に香港の愉園を経て、再びシンガポール・アームド・フォーシズFCに復帰した。シンガポール・アームド・フォーシズFCではストライカーと云うよりはゲームメーカーとしての活躍が多かった。
2004年にはウッドランド・ウェリントンFCに移籍したものの、シンガポール・アームド・フォーシズFC時代のように上手くは行かなかった。
2006年に突如マレーシア・プレミアリーグに所属するジョホールFAに移籍する事が発表された。この当時のジョホールFAにはアイデ・イスカンダルも居り、マレーシアでのシーズンが終わると彼と共にタンピネス・ローバースFCへレンタル移籍となった。
2007年のSリーグ開幕に先駆けて彼は、かつて所属したウッドランド・ウェリントンFCに復帰した。監督であったヨーグ・シュタインブルーナーから主将に任命され、シンガポール・リーグカップでは初優勝を飾った。
2008年7月2日には再びシンガポール・アームド・フォーシズFCに移籍した後の初出場となったAFCチャンピオンズリーグの予選で、PSMSメダンから得点を奪い、グループステージ進出に貢献した。更に、グループステージ第5戦で上海緑地申花足球倶楽部からも得点を奪い、同杯で初めての得点を獲得した。
2010年末には再びタンピネス・ローバースFCに移籍し、2011年、2012年のリーグ制覇に貢献した。その後、2013年にタンジョン・パガー・ユナイテッドFCに移籍、2014年末で同クラブが解散となると、それと共に選手を引退した。

## 代表歴
1997年5月24日のレバノン代表戦で代表初出場を果たした。
1998年には彼のパフォーマンスによってベトナム代表を下して東南アジアサッカー選手権を制し、同国に初めての優勝を齎した。
2006年には彼のジョホールFAでの好調な成績から、ラドイコ・アヴラモヴィッチ監督に再び招集されたが、アラブ首長国連邦で行われたアジアカップのイラク代表戦で25分で交代させられた事に対し怒って以降は代表に招集されなくなった。

### 個人成績
2009年以降の成績表
| 国内大会個人成績 | 国内大会個人成績   | 国内大会個人成績 | 国内大会個人成績 | 国内大会個人成績 | 国内大会個人成績 | 国内大会個人成績 | 国内大会個人成績 | 国内大会個人成績 | 国内大会個人成績 | 国内大会個人成績 | 国内大会個人成績 |
| 年度             | クラブ             | 背番号           | リーグ           | リーグ戦         | リーグ戦         | リーグ杯         | リーグ杯         | オープン杯       | オープン杯       | 期間通算         | 期間通算         |
| 年度             | クラブ             | 背番号           | リーグ           | 出場             | 得点             | 出場             | 得点             | 出場             | 得点             | 出場             | 得点             |
| シンガポール     | シンガポール       | シンガポール     | シンガポール     | リーグ戦         | リーグ戦         | リーグ杯         | リーグ杯         | シンガポール杯   | シンガポール杯   | 期間通算         | 期間通算         |
| ---------------- | ------------------ | ---------------- | ---------------- | ---------------- | ---------------- | ---------------- | ---------------- | ---------------- | ---------------- | ---------------- | ---------------- |
| 2009             | SAFFC              |                  | Sリーグ          | 25               | 5                | 0                | 0                | 0                | 0                | 25               | 5                |
| 2010             | SAFFC              |                  | Sリーグ          | 30               | 3                | 1                | 0                | 1                | 0                | 32               | 3                |
| 2011             | タンピネス         |                  | Sリーグ          | 32               | 6                | 2                | 0                | 3                | 0                | 37               | 6                |
| 2012             | タンピネス         |                  | Sリーグ          | 15               | 4                | 4                | 1                | 6                | 2                | 25               | 7                |
| 2013             | タンジョン・パガー |                  | Sリーグ          | 24               | 0                | 3                | 0                | 6                | 0                | 33               | 0                |
| 2014             | タンジョン・パガー |                  | Sリーグ          | 14               | 0                | 4                | 3                | 3                | 0                | 21               | 3                |
| 通算             | シンガポール       | シンガポール     | Sリーグ          | 140              | 18               | 14               | 4                | 18               | 2                | 172              | 24               |
| 総通算           | 総通算             | 総通算           | 総通算           | 140              | 18               | 14               | 4                | 18               | 2                | 172              | 24               |

### AFC主催大会での出場記録
| #   | 日附          | 場所                                                               | 所属                     | 対戦相手                   | 結果        | 大会                        |
| --- | ------------- | ------------------------------------------------------------------ | ------------------------ | -------------------------- | ----------- | --------------------------- |
| 1.  | 2009年2月18日 | バンコク・ラジャマンガラ・スタジアム                               | SAFFC                    | ブリーラム・ユナイテッドFC | 4–1         | AFCチャンピオンズリーグ2009 |
| 2.  | 2009年2月25日 | シンガポール・ジャラン・ベサール・スタジアム                       | SAFFC                    | PSMSメダン                 | 2–1         | AFCチャンピオンズリーグ2009 |
| 3.  | 2009年3月11日 | 上海市上海虹口足球場                                               | SAFFC                    | 上海申花                   | 1–4         | AFCチャンピオンズリーグ2009 |
| 4.  | 2009年3月18日 | シンガポール・ジャラン・ベサール・スタジアム                       | SAFFC                    | 水原三星ブルーウィングス   | 0–2         | AFCチャンピオンズリーグ2009 |
| 5.  | 2009年4月7日  | シンガポール・ジャラン・ベサール・スタジアム                       | SAFFC                    | 鹿島アントラーズ           | 2–1         | AFCチャンピオンズリーグ2009 |
| 6.  | 2009年4月22日 | 茨城県鹿嶋市鹿島サッカースタジアム                                 | SAFFC                    | 鹿島アントラーズ           | 0–5         | AFCチャンピオンズリーグ2009 |
| 7.  | 2009年5月5日  | シンガポール・ジャラン・ベサール・スタジアム                       | SAFFC                    | 上海申花                   | 1–1         | AFCチャンピオンズリーグ2009 |
| 8.  | 2009年5月19日 | 京畿道水原市水原ワールドカップ競技場                               | SAFFC                    | 水原三星ブルーウィングス   | 1–3         | AFCチャンピオンズリーグ2009 |
| 9.  | 2010年1月30日 | シンガポール・ジャラン・ベサール・スタジアム                       | SAFFC                    | スリウィジャヤFC           | 3–0         | AFCチャンピオンズリーグ2010 |
| 10. | 2010年2月6日  | シンガポール・ジャラン・ベサール・スタジアム                       | SAFFC                    | ムアントン・ユナイテッドFC | 0–0 P:(4-3) | AFCチャンピオンズリーグ2010 |
| 11. | 2010年2月24日 | 河南省鄭州市鄭州航海体育場                                         | SAFFC                    | 河南建業                   | 0–0         | AFCチャンピオンズリーグ2010 |
| 12. | 2010年3月10日 | シンガポール・ジャラン・ベサール・スタジアム                       | SAFFC                    | 水原三星ブルーウィングス   | 0–2         | AFCチャンピオンズリーグ2010 |
| 13. | 2010年3月23日 | シンガポール・ジャラン・ベサール・スタジアム                       | SAFFC                    | ガンバ大阪                 | 2–4         | AFCチャンピオンズリーグ2010 |
| 14. | 2010年3月31日 | 大阪府吹田市万博記念競技場                                         | SAFFC                    | ガンバ大阪                 | 0–3         | AFCチャンピオンズリーグ2010 |
| 15. | 2010年4月13日 | シンガポール・ジャラン・ベサール・スタジアム                       | SAFFC                    | 河南建業                   | 2–1         | AFCチャンピオンズリーグ2010 |
| 16. | 2010年4月27日 | 京畿道水原市水原ワールドカップ競技場                               | SAFFC                    | 水原三星ブルーウィングス   | 2–6         | AFCチャンピオンズリーグ2010 |
| 17. | 2011年3月2日  | マレガロル国立競技場                                               | タンピネス・ローバースFC | ヴィクトリーSC             | 3–1         | AFCカップ2011               |
| 18. | 2011年3月16日 | シンガポール・ジャラン・ベサール・スタジアム                       | タンピネス・ローバースFC | ムアントン・ユナイテッドFC | 1–1         | AFCカップ2011               |
| 19. | 2011年4月12日 | ハノイ・ハンダイ・スタジアム                                       | タンピネス・ローバースFC | ハノイT&T FC               | 1–1         | AFCカップ2011               |
| 20. | 2011年4月27日 | シンガポール・ジャラン・ベサール・スタジアム                       | タンピネス・ローバースFC | ハノイT&T FC               | 3–1         | AFCカップ2011               |
| 21. | 2011年5月3日  | シンガポール・ジャラン・ベサール・スタジアム                       | タンピネス・ローバースFC | ヴィクトリーSC             | 4–0         | AFCカップ2011               |
| 22. | 2011年5月10日 | ノンタブリー県サンダードーム・スタジアム                           | タンピネス・ローバースFC | ムアントン・ユナイテッドFC | 0–4         | AFCカップ2011               |
| 23. | 2011年5月24日 | アルビール・フランソ・ハリーリー・スタジアム                       | タンピネス・ローバースFC | アルビールSC               | 0–1         | AFCカップ2011               |
| 24. | 2012年3月6日  | 西貢区将軍澳運動場                                                 | タンピネス・ローバースFC | 傑志                       | 1–3         | AFCカップ2012               |
| 25. | 2012年3月20日 | シンガポール・ビシャン・スタジアム                                 | タンピネス・ローバースFC | ソンラム・ゲアン           | 0–0         | AFCカップ2012               |
| 26. | 2012年4月4日  | シンガポール・ジャラン・ベサール・スタジアム                       | タンピネス・ローバースFC | トレンガヌFA               | 0–1         | AFCカップ2012               |
| 27. | 2012年4月10日 | トレンガヌ州スルタン・イスマイル・ナシルディン・シャー・スタジアム | タンピネス・ローバースFC | トレンガヌFA               | 2–0         | AFCカップ2012               |
| 28. | 2012年4月25日 | シンガポール・ジャラン・ベサール・スタジアム                       | タンピネス・ローバースFC | 傑志                       | 0–0         | AFCカップ2012               |
| 29. | 2012年5月9日  | ゲアン省ヴィン・スタジアム                                         | タンピネス・ローバースFC | ソンラム・ゲアン           | 0–3         | AFCカップ2012               |

### AFC主催大会での得点
| #  | 日附          | 場所                                         | 所属                     | 対戦相手       | 得点 | 結果 | 大会                        |
| -- | ------------- | -------------------------------------------- | ------------------------ | -------------- | ---- | ---- | --------------------------- |
| 1. | 2009年2月25日 | シンガポール・ジャラン・ベサール・スタジアム | SAFFC                    | PSMSメダン     | 2–1  | 2–1  | AFCチャンピオンズリーグ2009 |
| 2. | 2009年5月5日  | シンガポール・ジャラン・ベサール・スタジアム | SAFFC                    | 上海申花       | 1–1  | 1–1  | AFCチャンピオンズリーグ2009 |
| 3. | 2011年4月27日 | シンガポール・ジャラン・ベサール・スタジアム | タンピネス・ローバースFC | ハノイT&T FC   | 1–0  | 3–1  | AFCカップ2011               |
| 4. | 2011年4月27日 | シンガポール・ジャラン・ベサール・スタジアム | タンピネス・ローバースFC | ハノイT&T FC   | 2–0  | 3–1  | AFCカップ2011               |
| 5. | 2011年5月3日  | シンガポール・ジャラン・ベサール・スタジアム | タンピネス・ローバースFC | ヴィクトリーSC | 2–0  | 4–0  | AFCカップ2011               |

### 代表での得点一覧
| #  | 日附          | 場所                                                         | 対戦相手   | 得点 | 結果 | 大会                   |
| -- | ------------- | ------------------------------------------------------------ | ---------- | ---- | ---- | ---------------------- |
| 1. | 1998年8月26日 | ハノイ・ハンダイ・スタジアム                                 | マレーシア | 2–0  | 2–0  | タイガーカップ 1998    |
| 2. | 1998年8月30日 | ハノイ・ハンダイ・スタジアム                                 | ラオス     | 2–1  | 4–1  | タイガーカップ 1998    |
| 3. | 1998年8月30日 | ハノイ・ハンダイ・スタジアム                                 | ラオス     | 3–1  | 4–1  | タイガーカップ 1998    |
| 4. | 1999年8月4日  | バンダル・スリ・ブガワン・ベラカス・スポーツ・コンプレックス | ブルネイ   | 3–1  | 3–1  | 東南アジア競技大会1999 |

## タイトル

### クラブ
SAFFC
- Sリーグ: 2002, 2008, 2009
- シンガポール・カップ: 2008

タンピネス・ローバースFC
- Sリーグ: 2011, 2012
- シンガポール・カップ: 2006

### 代表
シンガポール
- 東南アジアサッカー選手権: 1998

### 個人
- SAFFC年間最優秀選手: 2010